# L'Envie (film)
Pour les articles homonymes, voir L'Envie.
Pour plus de détails, voir Fiche technique et Distribution.
L'Envie (en arabe : الشوق, translit. El Shoq) est un film dramatique égyptien de 2010 réalisé par Khaled El Hagar (ar). Le film a été sélectionné comme entrée égyptienne pour le meilleur film en langue étrangère lors de la 84e cérémonie des Oscars, mais il n'a pas fait partie de la liste finale.
Lust a également fait l'objet d'une critique au 34e Festival international du film du Caire, lequel, dans le monde arabe de la production cinématographique, est le plus ancien événement cinématographique annuel. Selon le Daily News, Lust est une contribution intéressante et provocante au festival de cette année-là". Le producteur exécutif de Lust était Amr El Safie, tandis que Dima Al-Joundi et Mohamed Yassine l'ont produit.

## Synopsis
Lust a été présenté dans le cinéma égyptien comme une tendance à regarder des films modernes. Un rapport de l’Égyptien Indépendant[réf. nécessaire] le décrit comme « des films qui suivent de manière réaliste la vie d'un groupe de personnages vivant dans l'une des zones les plus pauvres autour des grandes villes, que ce soit Le Caire ou Alexandrie. Les intrigues sont généralement dures et sombres, pleines de crises qui bouleversent la vie. Les personnages, pour survivre aux circonstances impitoyables qui les entourent, changent souvent leur douce nature et s'adaptent à une nouvelle voie mauvaise ou pécheresse dans la vie. »

## Fiche technique
- Titre français : L'Envie[5]
- Titre original : الشوق, translit. El Shoq
- Réalisation : Khaled El Hagar (ar)
- Scénario : Sayed Ragab
- Pays de production :  Égypte
- Date de sortie :
  - Égypte : 5 décembre 2010

## Distribution
- Ruby : Shoq
- Ahmed Azmi : Hussin
- Sawsan Badr : Fatuma
- Koki (nouveau venu) : Awatif [6]
- Sayed Raghab : le scénariste. Il était également un acteur de soutien dans le film [6]

## Prix
Lust a remporté le prix Golden Pyramid au 34e Festival international du film du Caire. L'une des actrices de Lust, Sawsan Badr, a reçu un prix Thesping avec une autre actrice nommée Isabelle Huppert pour "Copacabana" de Marc Fitoussi.

## Voir également
- Liste des longs métrages égyptiens proposés à l'Oscar du meilleur film international